# Alluaudomyia columinis
Alluaudomyia columinis är en tvåvingeart som beskrevs av Liu, Ge och Liu 1996. Alluaudomyia columinis ingår i släktet Alluaudomyia och familjen svidknott.
Artens utbredningsområde är Hainan (Kina). Inga underarter finns listade i Catalogue of Life.